# Uh Huh Her
Uh Huh Her är ett musikalbum av PJ Harvey som släpptes den 31 maj 2004 i Storbritannien och den 8 juni samma år i USA. Albumet spelades in mellan år 2002 och 2003 och producerades helt av PJ Harvey själv. Albumet släpptes på Island Records och kom även i en begränsad digipackutgåva.

## Låtlista
1. The Life and Death of Mr. Badmouth
2. Shame
3. Who the Fuck?
4. Pockey Knife
5. The Letter
6. The Slow Drug
7. No Child of Mine
8. Cat on the Wall
9. You Come Through
10. It's You
11. The End
12. The Desperate Kingdom of Love
13. Untitled ("Seagulls")
14. The Darker Days of Me & Him